# بيرت هاس
بيرت هاس (بالإنجليزية: Bert Haas)‏ هو لاعب كرة قاعدة أمريكي، ولد في 8 فبراير 1914 في نابرفيل في الولايات المتحدة، وتوفي في 23 يونيو 1999 في تامبا في الولايات المتحدة.

## وصلات خارجية
- بيرت هاس على موقع دوري كرة القاعدة الرئيسي (الإنجليزية)
- بيرت هاس على موقعبيزبول رفرنس.كوم (الدوري الرئيسي) (الإنجليزية)
- بيرت هاس على موقعبيزبول رفرنس.كوم (الدوري الثانوي) (الإنجليزية)
- بيرت هاس على موقع مشجعي الرسوم البيانية (الإنجليزية)